# Maiduguri
Maiduguri és la capital de l'estat de Borno, al nord-est de Nigèria. El 2013 tenia 1.207.355 habitants. Fou fundada pels militars britànics el 1907. El nom indígena era Yerwa, que la gent local encara utilitza.

## Història
La ciutat fou fundada el segle XX pels britànics. El 2002 hi fou fundat el grup fonamentalista islàmic Boko Haram.